# آگوستین مدولا
آگوستین مدولا (انگلیسی: Agustín Módula؛ زادهٔ ۱۲ مارس ۱۹۹۳) بازیکن فوتبال اهل آرژانتین است.